# Amphipteryx nataliae
Amphipteryx nataliae – gatunek ważki z rodziny Amphipterygidae. Jest endemitem Gwatemali; miejsce typowe znajduje się w Sabo (Sabob) – plantacji kawy położonej 6 km na wschód od miasta Purulhá w departamencie Baja Verapaz.